# 拉奥亚
拉奥亚，是西班牙卡斯蒂利亚-莱昂萨拉曼卡省的一个市镇。 总面积9平方公里，总人口19人（2001年），人口密度2人/平方公里。